# Município de Nimishillen
O município de Nimishillen (em inglês: Nimishillen Township) é um município localizado no condado de Stark no estado estadounidense de Ohio. No ano de 2010 tinha uma população de 9.652 habitantes e uma densidade populacional de 118,13 pessoas por km².

## Geografia
O município de Nimishillen encontra-se localizado nas coordenadas 40° 51′ 27″ N, 81° 14′ 47″ O. Segundo a Departamento do Censo dos Estados Unidos, o município tem uma superfície total de 81.71 km², da qual 81,51 km² correspondem a terra firme e (0,25 %) 0,2 km² é água.

## Demografia
Segundo o censo de 2010, tinha 9.652 habitantes residindo no município de Nimishillen. A densidade populacional era de 118,13 hab./km². Dos 9.652 habitantes, o município de Nimishillen estava composto pelo 98,23 % brancos, o 0,36 % eram afroamericanos, o 0,12 % eram amerindios, o 0,42 % eram asiáticos, o 0,1 % eram de outras raças e o 0,76 % eram de uma mistura de raças. Do total da população o 0,77 % eram hispanos ou latinos de qualquer raça.